# Rennerskwartier

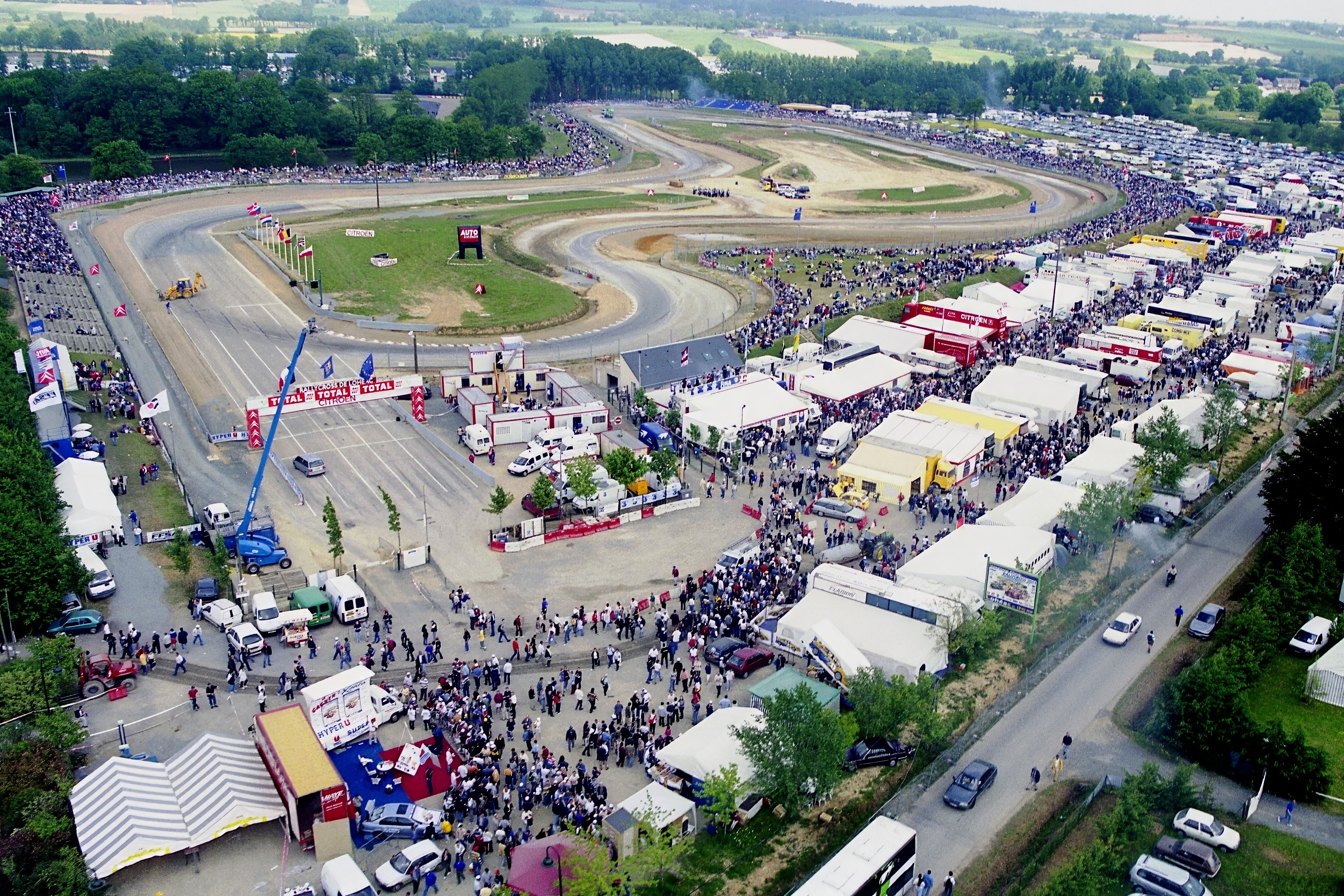
Luchtfoto van het rallycrosscircuit Circuit de Lohéac met op de voorgrond het rennerskwartier

Een rennerskwartier (ook wel paddock) is de verblijfplaats van coureurs die deelnemen aan een autosport- of motorsportwedstrijd.
Soms is het rennerskwartier gecombineerd met de pitstraat. Dit is voornamelijk het geval bij sporten waarbij niet tussendoor getankt hoeft te worden. 
Bij veel sportwedstrijden is het rennerskwartier in feite een camping, maar bij Formule 1 autoraces en WK motorraces staan hier zeer grote motorhomes en ontvangstpaviljoens. 